# Владиславський-Падалка Іпполіт Васильович
Іпполіт Васильович Владиславський-Падалка (*1872 — 10 лютого 1920) — український паркобудівник та садівник, художник-пейзажист, автор і реалізатор проєкту Давидовського парку, проєкту парку в Асканії-Новій, парків в Молдові та околицях Львова. Засновник першого садово-будівельного підприємства на Півдні України (1910-ті роки).

## Життєпис
Народився в 1872 році від першого шлюбу Василя Васильовича Владиславського-Падалки, дворянина, титулярного радника — секретаря Аккерманської повітової земської управи. Матір його звали Надія, до шлюбу — Папашик, померла до 1877 року. Батько в цьому ж році одружується вдруге. Батько помирає в березні 1882 року На прохання вдови Анни Михайлівни земська управа, якій померлий віддав 13 років, виділяє гроші лише на поховання, на пенсію їх не знайшлося. Допомогли родичі і всі п'ятеро синів Василя Васильовича отримали гарну освіту.
Іпполит закінчив Кишинівську гімназію. За іншою версією навчався в Одеському міському будинку для сиріт. Наступна сходинка — Одеська школа садівництва імені Г. Г. Маразлі. Згідно відомостей про випускників школи (під час навчання Іполіта школа мала назву — Школа садівництва і городництва) Іполит навчався від 1 жовтня 1887 року по 15 вересня 1890 року. Іпполит був одним з кращих учнів — переможець «Свята троянд» товариства садівників в Олександрійському парку м. Одеси (1870).
Згодом працював помічником садівника в міському розсаднику.
В «Нарисі Весело-Боковеньківського дендрологічного парку» Микола Давидов називає ім'я чоловіка, за проєктом якого було створено дивовижний парк в степу, — це «маляр-пейзажист Іполит Васильович Владиславський — Падалка».
Академік Георгій Висоцький в передмові до Нарису написав про Іполита Васильовича так — «Він (М. Давидов) запрошував для консультації та складання планів спеціялістів-парководів і одного видатного українського артиста-маляра».
На конкурс, який оголосив М. Давидов, він подає п'ять малюнків та перемагає на ньому. М. Л. Давидов у згаданому нарисі напише, що Іполит Васильович упродовж більш ніж двох десятків років наглядав над усіма роботами в парку, який «розбито в англійському природному пейзажному стилі, що вважає за свою вчительку природу з усіма її принадами і красотами».
Зі спогадів друга М. Давидова, вчителя О. С. Ліненко: «З весни 1889 року щодня можна було бачити у всяку погоду, як годинами бродили, стояли, обговорювали кожен горб, улоговинку, схили балок, низовинні місця річки Веселі Боковеньки. Н. Л. Давидов з І. В. Владиславським-Падалкою були невідступними. У 1891 році І. В. Владиславським-Падалка закінчує проєкт парку в 10 десятин, а до цього часу була закладена школа вже для дерев і чагарників, збудована оранжерея, почалося викорчовування старого фруктового саду батьківського».
За зароблені гроші він відкрив в Одесі «Перший на Півдні садобудівельний заклад».
Іполит Васильович створив і інші надзвичайні шедеври — проєктував знаменитий біосферний заповідник «Асканія-Нова» барона Фальц-Фейна (1884—1893), дендрологічний заповідник в с. Цауль на 64 гектарах (до 1914), парк в с. Редю-Маре (Дондюшанський район) в 1912—1914 роках (обидва останні — в Молдові).
Помер 10 лютого 1920 року в Криму.